# ふさこがね
ふさこがねは、米（水稲）の商標名。品種名は千葉28号。千葉県の独自品種であり、千葉県の水稲作付け面積の約1割を占める品種である（2022年時点）。
千葉県農林総合研究センターで、チヨニシキ系統の中部64号とふさおとめとを交配させて誕生した。2006年より販売が行われている。
名称は千葉県の旧国名である総国（ふさのくに）の「ふさ」と、粒が大きく黄金色でたわわに実る様子をイメージさせる「こがね」とを合わせたもの

## ふさこがねちゃん
千葉県では、ふさこがねの販売促進に「千葉県で元気に育った、ちょっぴりお転婆な少女」のイメージしたキャラクター「ふさこがねちゃん」のイラストを用いている。